# Мелеоз
Мелео́з — інвазійна хвороба дорослих медоносних, а також одиночних бджіл, викликана личинками жуків роду Meloe brevicollis (M.variegatus, M. vidacens, M. hungarus, M. proscarabaeus), які часто прогризають міжсегментні мембрани черевця бджоли і висмоктують її гемолімфу.
Зараження первинними личинками (триунгулинами) відбувається під час відвідання бджолами медоносних рослин. Мелеоз реєструється в травні — липні, у період масового виходу личинок жуків.
Хвороба супроводжується часто різким ослабленням, іноді загибеллю бджолиної сім'ї.